# Нарсингди (округ)
Нарсингди (бенг. নরসিংদী জেলা, англ. Narsingdi District) — округ на востоке Бангладеш, в области Дакка. Образован в 1984 году из части территории округа Дакка. Административный центр — город Нарсингди. Площадь округа — 1141 км². По данным переписи 2001 года население округа составляло 1 891 281 человек. Уровень грамотности взрослого населения составлял 29,57 %, что значительно ниже среднего уровня по Бангладеш (43,1 %). 93,28 % населения округа исповедовало ислам, 6,40 % — индуизм.

## Административно-территориальное деление
Округ состоит из 6 подокругов.
Подокруга (центр)
1. Белабо (Белабо)
2. Монохарди (Монохарди)
3. Нарсингди-Садар (Нарсингди)
4. Палаш (Палаш)
5. Райпура (Райпура)
6. Шибпур (Шибпур)